# Delta Monocerotis
Désignations
Delta Monocerotis (δ Monocerotis / δ Mon) est une étoile blanche de la constellation de la Licorne, située à environ un-demi degré au sud de l'équateur céleste. Elle est visible à l'œil nu et sa magnitude apparente est de 4,15.

## Environnement céleste
L'étoile présente une parallaxe annuelle de 8,49 ± 0,17 mas mesurée par le satellite Hipparcos, ce qui permet d'en déduire qu'elle est distante de 384 ± 8 a.l. (∼ 118 pc) de la Terre. Elle s'éloigne du Système solaire à une vitesse radiale d'environ +15 km/s ; elle s'en était approché à une distante minimale d'environ 26,98 pc (∼88 al) il y a 7,3 millions d'années.
Delta Monocerotis possède un compagnon visuel de treizième magnitude recensé dans les catalogues d'étoiles doubles et multiples, désigné Delta Monocerotis B. En date de 2010, il était situé à une distance angulaire de 33 secondes d'arc et à un angle de position de 172°. Il s'agit d'un compagnon purement optique, dont la proximité avec Delta Monocerotis n'est qu'une coïncidence.

## Propriétés
Le Bright Star Catalogue attribue à Delta Monocerotis un type spectral de A2V, ce qui suggère que l'astre serait une étoile blanche de la séquence principale,. Cependant, Houk et Swift (1999) lui ont donné un type spectral correspondant à une sous-géante plus évoluée de A0IV.
Delta Monocerotis est environ 2,4 fois plus massive que le Soleil et son âge est estimé à 405 millions d'années. L'étoile tourne rapidement sur elle-même, à une vitesse de rotation projetée de 175,5 km/s, ce qui lui donne une forme aplatie avec un bourrelet équatorial qu'on estime être 5 % plus grand que son rayon polaire. Delta Monocerotis est 350 fois plus lumineuse que le Soleil et sa température de surface est de 9 462 K. Sa magnitude absolue vaut −1,20.